# 诺德基金
诺德基金管理有限公司是中華人民共和國一家基金公司，由诺德・安博特联合长江证券和清华控股共同发起设立，成立於2006年6月8日的上海，总部位于上海陆家嘴金融贸易区。2010年起，诺德基金开始亏损。截至2013年，诺德基金依舊虧損。

## 外部連結
- 官方网站